# Acronicta sapporensis
Acronicta sapporensis là một loài bướm đêm trong họ Noctuidae.